# 藤原夏海
藤原夏海（日语：／ Fujiwara Natsumi，1993年6月2日—），日本女性聲優。靜岡縣出身。現屬ARTSVISION。

## 人物
日本播音演技研究所出身。擅長和喜好唱歌、傳接球、單槓。

## 出演作品
※粗體字為主要角色

### 電視動畫
2015年
- 亞爾斯蘭戰記[2]
- 機動戰士GUNDAM 鐵血的孤兒 第1期（鐵華團團員）#6

2016年
- GATE 奇幻自衛隊 在彼方的土地，如斯的戰鬥（嘉姆）
- 機動戰士GUNDAM 鐵血的孤兒（麥吉利斯·法里德〈幼年時〉）#23
- 少年女僕（小宮千尋）[3]
- 甲鐵城的卡巴內里（少年）
- Qualidea Code（學生、佐治原銀呼）
- 爆旋陀螺Burst（雪吹右京、雪野キエン）[4]
- 齊木楠雄的災難（小學生）
- 小桃小栗 Love Love物語（女學生）
- 最終騎士（瞬〈幼少期〉）
- LoveLive! Sunshine!!（女學生）
- 輕拍翻轉小魔女（女學生）
- 競女!!!!!!!!（吉田敦子）
- 時間飛船24（小學生2）
- ViVid Strike!（卡娜·梅文）
- Classica Loid（三弦亞紀樂）
- TRICKSTER －來自江戶川亂步「少年偵探團」－（小坂宗輔）
- 數碼寶貝宇宙-應用怪獸（男子小學生）
- 機動戰士GUNDAM 鐵血的孤兒 第2期（麥吉利斯·法里德〈幼年時〉）

2017年
- 南鎌倉高校女子自行車社（比嘉夏海、學生、徐靜媛）
- 時間飛船24（我馬丸）
- SUPER LOVERS 2（幼年晴）
- 清戀（湯木健）
- 幼女戰記（修貝魯茲）
- 從前有座靈劍山 通往睿智的資格（小孩）
- Classica Loid（小孩、小學1年生）
- 人渣的本願（女學生）
- 愛麗絲與藏六（雛霧朝日）
- 偶像學園STARS！（騎咲麗）
- 妖怪手錶（なお）
- 多美卡超級救援DRIVE HEAD機動救急警察（車田轟）[5]
- 戰姬絕唱SYMPHOGEAR AXZ（索妮雅）
- 騎士&魔法（巴特森·泰莫寧）
- 妖怪公寓的優雅日常（廣播的聲音）
- 舞動青春（野球少年A、女性客）
- 咕嚕咕嚕魔法陣（扎扎）
- 境界之輪迴（コト美）
- 爆旋陀螺Burst 神（アナ、雪吹右京、ビスケ）
- 戰刻夜血（伊萬里）
- 魔法使的新娘（艾瑞爾、村娘、村人、小孩、龍的小孩〈グィー〉）
- Classica Loid 第2期（三弦亞紀樂）
- 少女終末旅行（女子學生C）

2018年
- 博多豚骨拉麵團（麗子）
- 魔法使的新娘（妖精）
- 學園奶爸（根津吉）
- DARLING in the FRANXX（五郎〈幼少期〉）
- HUG! 光之美少女（咲田マリ）
- GUNDAM創鬥者 潛網大戰（日高勇夫[6]）
- 東京喰種:re（六月透）
- 棒球大聯盟2nd（茂野大吾）
- 爆旋陀螺Burst 超絕（トビ助）
- 妖怪手錶 光影之卷（マサキ、男子B、コウ〈子供〉、オグ）
- 最終休止符 -無止境的螺旋物語-（ザク）
- 齊木楠雄的災難 第2期（明智〈小學生〉／明日視透真、少年）
- 重神機潘多拉（格倫〈少年〉）
- 雷頓 懸疑偵探社 ～卡翠愛兒的解謎事件簿～（クリフ・マクマホン〈幼少期〉）
- 殺戮的天使（艾迪）
- 機獸戰記 狂野爆發（カロン）
- 閃電十一人 戰神的天秤（護士奈美、谷崎義彌）
- 夢王國與沉睡中的100位王子殿下（少年）
- 高分少女（PC引擎君）
- 閃電十一人 獵戶座的刻印（護士奈美、路西·法洛斯、幼年一星）
- 東京喰種:re 第2期（六月透）
- JoJo的奇妙冒險 黃金之風（喬魯諾·喬巴拿〈幼年〉）
- 梅露可物語 -無精打采的少年與瓶中少女-（西潔）
- 魔法禁書目錄III（貝洛璞）
- FAIRY TAIL（ディマリア）
- 我讓最想被擁抱的男人給威脅了。（播報員）

2019年
- 火之丸相撲（記者、女性記者）
- 爆旋陀螺Burst 超絕（女僕1）
- Endro～！（櫃台）
- W'z（奧池翠〈幼少期〉）
- 我們真的學不來！（唯我和樹）
- 盾之勇者成名錄（基爾）
- 一拳超人 第2期（垂夫、弩S）
- 彼方的阿斯特拉（中學時代的同學B）
- 博多明太！麻辣子醬（キャビアくん）
- FAIRY TAIL（オーガスト〈子供時代〉）
- 實況主的逃脫遊戲【直播中】（驅堂杏也〈幼少〉）
- 魔術學姐（學生、園兒）
- 在地下城尋求邂逅是否搞錯了什麼II（薩米拉）
- 普通攻擊是全體二連擊，這樣的媽媽你喜歡嗎？（亞曼緹）
- 異世界超能魔術師（蘇索拉）
- 籃球少年王（幼年的空）
- 妖怪手錶！（ゴメンダコ）
- 真・中華一番！（劉昴星）
- 我們真的學不來！第2期（唯我和樹）
- 美妙射擊部（東雲晶[7]）
- 巴比倫（正崎明日馬）
- 偶像學園 on Parade！（騎咲麗）
- ACTORS -Songs Connection-（黑貓）
- Star☆Twinkle 光之美少女（空見遼太郎〈幼少〉）

2020年
- 歌舞伎町夏洛克（安戈）
- 理科生墜入情網，故嘗試證明。（犬飼虎輔〈幼年〉）
- 神推偶像登上武道館我就死而無憾（美結）
- 魔法紀錄 魔法少女小圓外傳（模特少女）
- 棒球大聯盟2nd 第2期（茂野大吾）
- 夢夢貓（小補[8]）
- Asatir 未來的傳說故事（小孩）
- 新櫻花大戰 the Animation（小孩A）
- 格萊普尼爾（加賀谷修一〈小學生〉）
- A3! SEASON SPRING & SUMMER（皇天馬〈幼年〉）
- 昨日之歌（葛原[9]）
- 大欺詐師（艾比蓋爾·瓊斯〈艾比〉）
- 食戟之靈 豪之皿（蒂娜蜜絲）
- 高校之神（幼年一表）
- 炎炎消防隊 貳之章（52〈少年〉）
- 憂国的莫里亞蒂（エル）
- Love Live! 虹咲學園學園偶像同好會（服飾同好會部長）
- 全員惡玉（運送人〈兒時〉、處刑科）

2021年
- 怪物事變（日下夏羽）
- 真・中華一番！（第2期）（劉昴星）
- 工作細胞!!（乳酸菌）
- 比方說，這是個出身魔王關附近的少年在新手村生活的故事（米可娜）
- 堀與宮村（泉圭吾）
- 宇宙奇妙生物小鐵君（小鐵）
- 86－不存在的戰區－（賽歐特·利迦）
- 夢夢貓 Mix！（小補）
- Fairy蘭丸（幼年潤）
- 如果究極進化的完全沉浸RPG比現實還更像垃圾遊戲的話（幼年馬欽）
- 魔法水果籃 The Final（草摩綾女〈幼少期〉）
- 瓦尼塔斯的手札（童話瓦尼塔斯）
- 歌劇少女!!（男子A）
- Love Live! Superstar!!
- 暗夜第六感 2041（黒木タクヤ〈幼少〉）
- 境界戰機（I-LeS垓）
- 吸血鬼馬上死（加藤新一）
- 星光魔法（伊吹橙真〈幼少期〉）
- 陰陽眼見子（鬼怪）
- BUILD DIVIDE -#000000-（藏部照人〈幼少期〉）

2022年
- 食鏽末世錄（那茲）
- Love Live! 虹咲學園學園偶像同好會 第2期
- 盾之勇者成名錄 Season2（基爾）
- 舞動不止（男童A）
- BUILD DIVIDE -#FFFFFF-（藏部照人〈幼少期〉）
- 不會拿捏距離的阿波連同學（小敦[10]）
- SPY×FAMILY間諜家家酒（達米安·戴斯蒙德[11]）
- 足球風雲 Goal to the Future（小學生、風間〈幼少期〉）
- 星光魔法（盧克斯、阿特爾）
- 聯盟空軍航空魔法音樂隊 光輝魔女（村裡的孩子、少女、萊安、布拉德）
- 神奇柑仔店（櫻山香穗）
- 射擊覺醒！激鬥瓶蓋人DX（江原田綾太）
- 金裝的維爾梅～瀕臨留級的學生與最強災害掉入魔法世界～（レクス〈幼少期〉、壞小孩）
- ORIENT 東方少年（島津春久〈幼少期〉）
- 森林家族 芙蕾雅的快樂日記（克里斯多佛、愛德華）
- 呆萌酷男孩（小櫻）
- 後宮之烏（史顯〈少年時代〉）

2023年
- 吸血鬼馬上死2（加藤新一）
- 呆萌酷男孩（女性常客）
- 眾神眷顧的男人2（蜜雪兒）
- 可愛過頭大危機（夜空[12]）
- 放學後失眠的你（穴水加奈美[13]）
- 獻祭公主與獸王（羅普斯[14]）
- 機動戰士GUNDAM 水星的魔女（賽多·沃恩切克）
- Dr.STONE 新石紀 NEW WORLD（龍水幼少期）
- 甜點轉生（馬爾卡洛·德洛巴[15]）
- 森林家族 芙蕾雅的GO FOR DREAM！（克里斯多佛）
- 開闊天空！光之美少女（雷德·哈雷瓦塔爾）
- 咒術迴戰 第2期（伏黑惠〈小1〉）
- 神劍闖江湖－明治劍客浪漫譚－（相樂左之助〈少年〉）
- 死神少爺與黑女僕（尼可[16]）
- 聖者無雙～上班族的異世界生存之道～（伊莉莎白）
- 盾之勇者成名錄 Season3（基爾）
- SPY×FAMILY間諜家家酒（第2期）（達米安·戴斯蒙德）
- 重生者的魔法一定要特別（普蘭·舒納澤[17]）
- 家裡蹲吸血姬的鬱悶（德普涅[18]）
- 豬肝記得煮熟再吃（巴特）

2024年
- BUCCHIGIRI?!（幼年時的荒仁）
- 百千家的妖怪王子（幼年葵）
- 休假的壞人先生（樫の木の男の子[19]）
- 轉生貴族憑鑑定技能扭轉人生（亞爾斯·羅本特[20]）
- 新幹線變形機器人 CHANGE THE WORLD（魚虎テン[21]）
- BLEACH 千年血戰篇-訣別譚-（浮竹十四郎〈少年〉）

2025年
- 終末起點（亞瑟·雷文[22]）
- WITCH WATCH 魔女守護者（守仁〈幼少期〉）
- 寶可夢 地平線（烏爾特）
- 不會拿捏距離的阿波連同學 season2（小敦[23]）
- 藥師少女的獨語（響迂[24]）
- 靈異教師神眉（山口晶[25]）
- Silent Witch 沉默魔女的祕密（希利爾〈幼年〉）
- SPY×FAMILY間諜家家酒 Season 3（達米安·戴斯蒙德[26]）

### OVA
2016年
- 魔法使的新娘 等待繁星之人（羽島幸輝）※隨著單行本第6冊特裝版的發行附贈DVD
- 亞爾斯蘭戰記「友情之宴」（侍女）
- 黑色五葉草（亞斯塔〈幼少期〉）※試作版、第11卷漫畫附OAD

2017年
- 魔法使的新娘 等待繁星之人（艾瑞爾）※隨著單行本第7冊特裝版的發行附贈DVD
- SUPER LOVERS OAD2（幼年晴）
- 魔法使的新娘 等待繁星之人（新仓绘美留〈曾孙〉）※隨著單行本第8冊特裝版的發行附贈DVD

### 劇場動畫
2017年
- 電影版妖怪手錶：光影之卷 鬼王的復活（オグ）

2018年
- 笑傲曇天 外傳（曇空丸〈幼少期〉）
- 企鵝公路（前田同學）
- 電影 多美卡超級救援DRIVE HEAD機動救急警察（車田轟）

2020年
- 怪物彈珠 THE MOVIE 路西法 絕望的黎明（蘇爾加特）

2021年
- 讓我聽見愛的歌聲（幼年十真）

2022年
- 地球外少年少女（相模登矢[27]）
- 我們的黎明（岸真悟[28]）

2023年
- 北極百貨的秋乃小姐（岩瀨[29]）
- 劇場版 SPY×FAMILY CODE: White（達米安·戴斯蒙德）

### 網路動畫
2018年
- 惡魔人 Crybaby（記者A、民眾5）
- 怪物彈珠（約珥、蘇爾加特）

2019年
- 交鋒聯盟 機巧一族（切り込み隊長 カッティ）
- 絲襪視界（萌黄ルイ）

2020年
- 戰鬥陀螺 爆烈世代 超王（朝日日向）
- 鋼彈創鬥者 潛網大戰Re:RISE（日高勇夫）

2022年
- 轟天高校生（御神苗優〈幼少期〉）
- 風都偵探（千葉秀夫／腕龍摻雜體）

### 遊戲
2015年
- 天空艦隊（日语：天空のクラフトフリート）[2]

2016年
- Puzzle of Empires（成吉思汗、呂布、俾斯麥）[30]

2017年
- 天華百劍-斬-（長曾彌虎徹）[31]

2019年
- 魔法禁书目录 幻想收束（贝洛璞）
- Fire Emblem Heroes（雷伊、克萊涅）

2021年
- 月姬 -A piece of blue glass moon-（遠野志貴(幼少期)）

2023年
- 賽馬娘 Pretty Derby（葛城王牌）
- 最终幻想XVI（约书亚・罗兹菲德）

2024年
- 絕區零 (波可娜)

### 廣播劇CD
- 小書痴的下剋上：為了成為圖書管理員不擇手段！
  - 廣播劇CD（韋菲利特[32]）
  - 廣播劇CD2（韋菲利特[33]）

### 外語配音

#### 電影
- 女孩看世界（Girl Meets World）[2]
- 爆爆奇女子（Lady Dynamite）[2]
- 打不倒的金咪 2（Unbreakable Kimmy Schmidt 2）[2]

#### 動畫
- 飛天小女警（The Powerpuff Girls）[2]
- Team Umizoomi（Team Umizoomi）[2]

### 網絡電視
2016年
- 電視動畫「少年女僕」播放臨前nico直播[34]（niconico直播：4月7日）
- 電視動畫「少年女僕」番外企劃「有頂天☆nico直播 #1」[35]（niconico直播：4月11日、嘉賓出演）

## 外部連結
- 藤原 夏海 | ARTSVISION （页面存档备份，存于）